# Джон Брауер Міннок
Джон Брауер Міннок (англ. Jon Brower Minnoch; 29 вересня 1941, Сіетл, Вашингтон, США — 4 вересня 1983, там же) — найважча людина в історії медицини, його вага приблизно становила 635 кг. З дитинства страждав ожирінням, і середня його вага у дорослому віці коливалася у межах 363—408 кг. Володів компанією таксі та працював водієм поблизу свого будинку на острові Бейнбридж, штат Вашингтон.
Намагаючись схуднути, за призначенням лікаря дотримувався дієти на 600 ккал (2 500 кДж) на день. Протягом трьох тижнів був прикутий до ліжка, і у березні 1978 року погодився лягти до лікарні. Знадобилося понад десяток пожежників, щоб доправити його до Медичного центру Вашингтонського університету в Сіетлі. Йому діагностували масивний набряк, а ендокринолог оцінив його вагу приблизно у 635 кг. Лікарі призначили йому вживати 1 200 ккал (5 000 кДж) на день, де після приблизно двох років у лікарні він втратив понад 408 кг — найбільша задокументована втрата ваги людини на той час.  Після виписки з лікарні Міннок значно набрав вагу та помер у вересні 1983 року з вагою 363 кг. Труна зайняла два місця поховання на кладовищі Маунт-Плезант у Сіетлі.

## Біографія

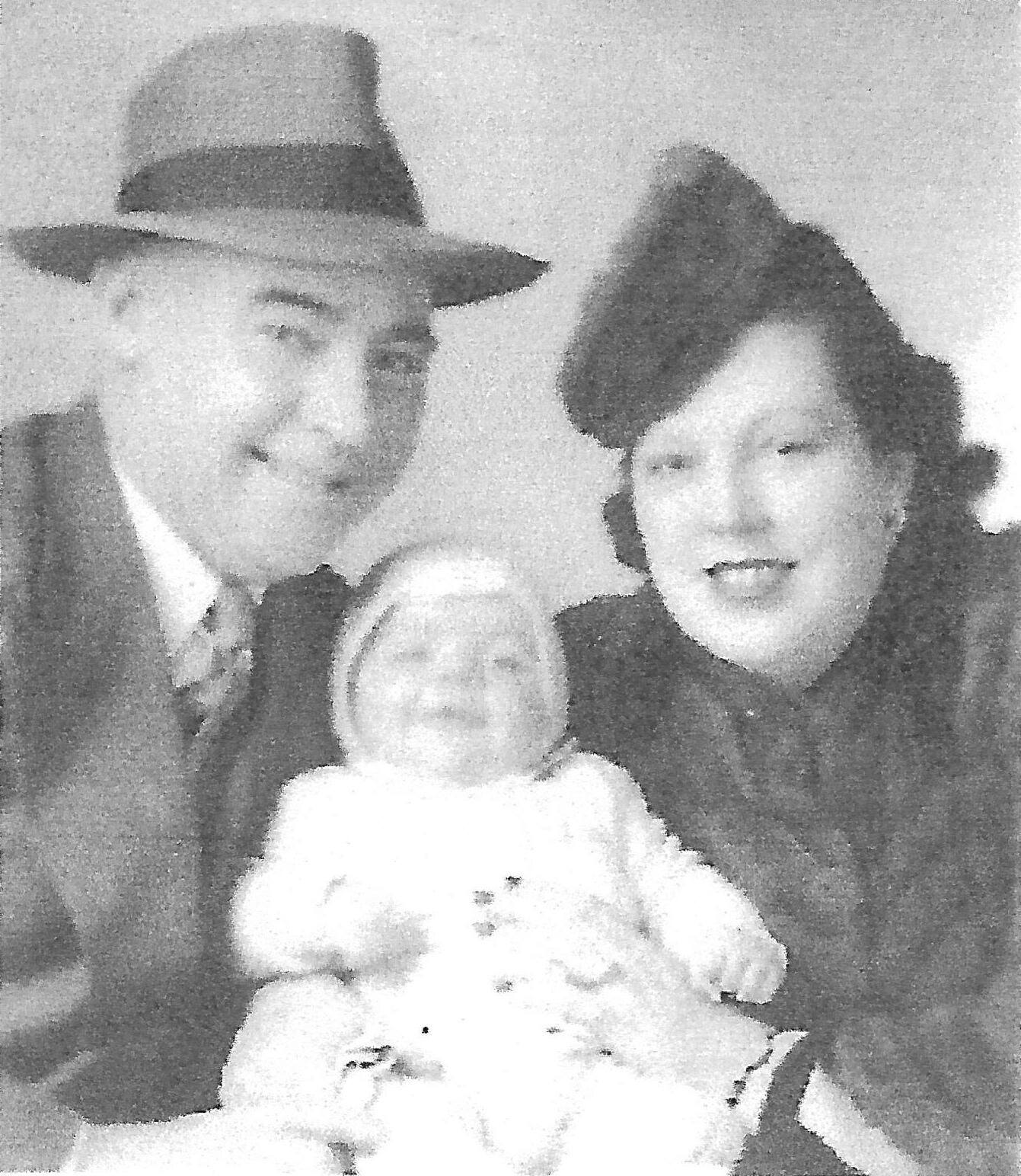
Міннок у дитинстві з батьками

### Ранні роки й особисте життя
Народився 1941 року в Сіетлі, штат Вашингтон, у родині Джона Міннока та Джун (до шлюбу Брауер). При народженні важив приблизно 3 кг. Коли Міннок був немовлям, сім'я переїхала з Сіетла до квартири в готелі Беллінгема. Він був єдиною дитиною. Батько Міннока працював машиністом і помер 1962 року від серцевого нападу. Мама Міннока закінчила Тихоокеанський університет Сіетла і працювала зареєстрованою медсестрою в лікарні Провіденс, а пізніше телефоністкою. Вона померла 1986 року, через три роки після народження сина. Дід Міннока, Пітер, народився в Шотландії та емігрував до Огден-Сіті, штат Юта, 1876 року разом з рухом святих останніх днів.

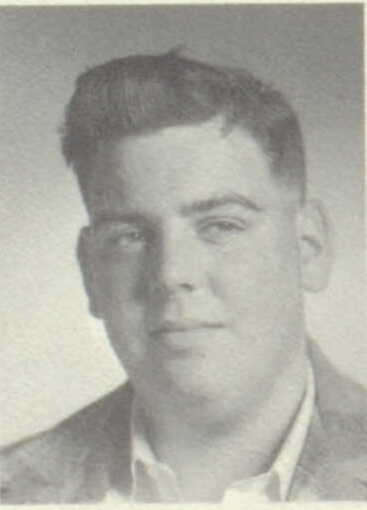
Міннок у випускному щорічнику середньої школи Ботгелл за 1958 рік

Страждав від ожиріння з дитинства. У 12 років він важив 133 кг, у 22 роки — 178 кг і 1963 року — 320 кг. Середня вага Міннока у дорослому віці коливалася у межах 363 к — 408 кг при зрості 185 см. Відсоток жиру в його організмі становив близько 80 %. За його словами, затримка води була основною причиною його ожиріння. Британський спеціаліст з ожиріння Девід Гаслам стверджував, що затримка води у Міннока була наслідком його надмірної ваги, а не першопричиною.
Попри свій стан, Міннок намагався дотримуватися звичайного трибу і стверджував, що він «ні в якому разі не людина з інвалідністю». Навчався у середній школі Ботгелла та керував водним таксі протягом 17 років. 1963 року одружився з Джин Макардл. Подружжя разом керувало компанією Bainbridge Island Taxi Co., — єдиним таксі на острові на той час. За словами друга, Міннок мав на острові репутацію «сердечного та веселого сім'янина». У березні 1978 року Міннок важив у 12 разів більше, ніж його дружина (50 кг), побивши рекорд найбільшої різниці у вазі між подружньою парою. Пара розлучилася 1980 року, і 1982 року він одружився з Ширлі Енн Гріффен. Мав двох синів, Джона та Джейсона.

### Ушпиталення та смерть
Зрештою, Міннок «настільки втомився» від надмірної ваги, що вирішив «майже повністю скоротити споживання їжі». За призначенням лікаря він перейшов на дієту у 600 калорій на день, що складалася лише з овочів. Крім того, приймав великі дози сечогінного засобу, який не зміг вивести зайву рідину з його організму. Після приблизно трьох тижнів слабкості та прикутості до ліжка він прислухався до благань дружини лягти в лікарню. У березні 1978 року Міннока ушпиталили до Медичного центру Вашингтонського університету в Сіетлі через серцеву та дихальну недостатність. Пожежники знімали вікно в його будинку та використали товстий шматок фанери як носилки. Міннок не міг рухатися чи говорити. Щоб доправити його до лікарні, знадобилося понад десяток пожежників, рятувальників та спеціально модифіковані носилки. Його поклали на два зсунуті разом ліжка, і знадобилося тринадцять санітарів, щоб перевернути пацієнта.

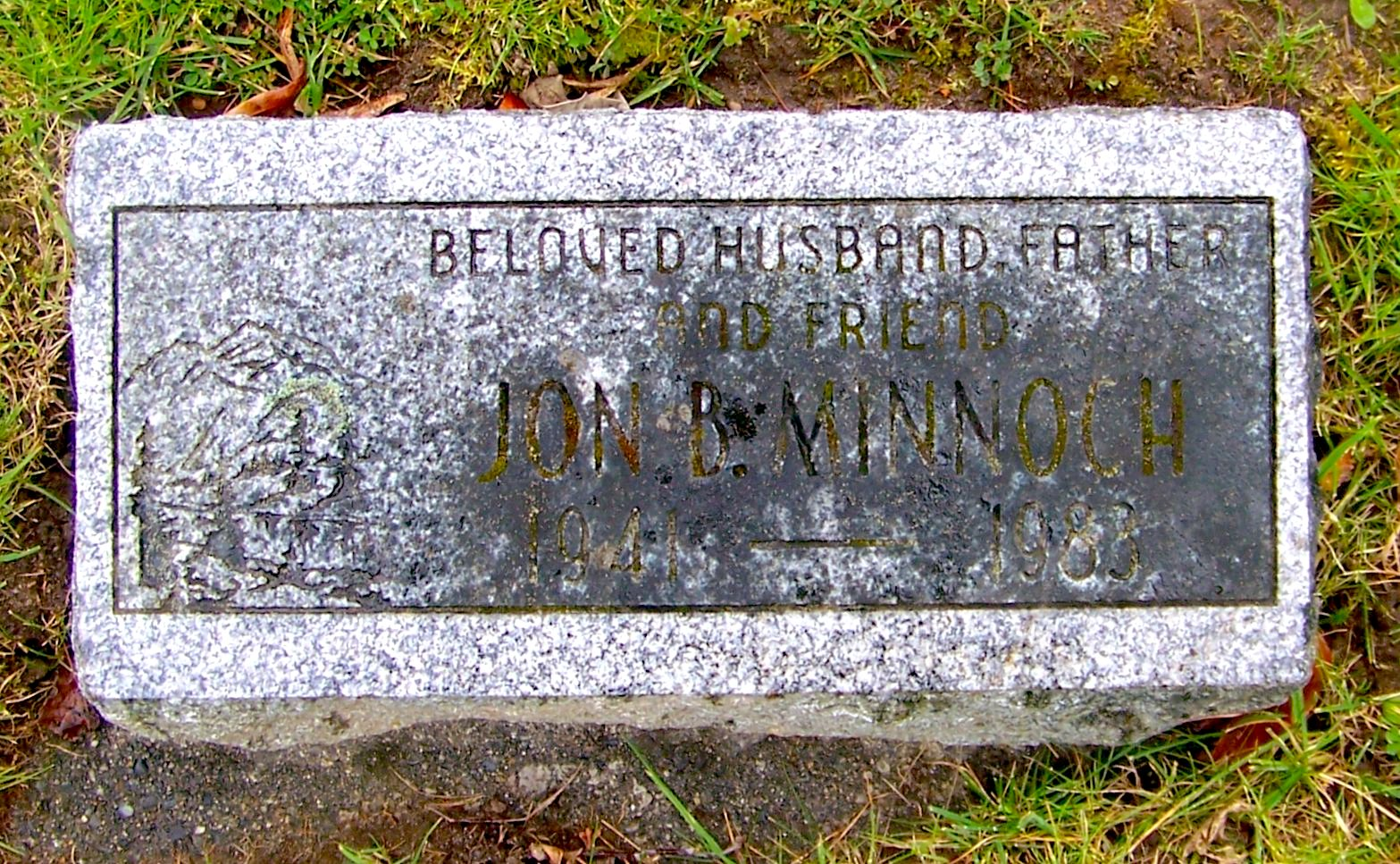
Надгробок Міннока, на якому написано: «Любий чоловік, батько і друг».

У лікарні Мінноку діагностували масивний набряк — стан, при якому в організмі накопичується надлишок позаклітинної рідини. Через його погане здоров'я виміряти його вагу за допомогою ваг було неможливо. Однак ендокринолог Роберт Шварц оцінив його вагу приблизно у 635 кг. За словами Шварца, він був «мабуть, навіть більшим — щонайменше на 136 кілограмів важчою людиною, про яку колись повідомлялося», і «ймовірно, найнезвичайнішим у випадку [Міннока] було те, що він вижив». Його найвищий показник індексу маси тіла становив 186 кг/ м² і він провів кілька днів на ШВЛ. У квітні 1978 року лікарі схарактеризували його стан здоров'я як «критичний». Шварц сказав, що Міннок проявляв симптоми синдрому Піквіка, при якому недостатнє дихання спричиняє підвищення рівня вуглекислого газу в крові.
Міннок перебував у стаціонарі два роки і дотримувався дієти у 1 200 ккал (5 000 кДж) на день. На момент виписки з лікарні його вага становила 216 кг, схуднувши на 419 кг, на той час це стало найбільшою втратою ваги людини в історії. Він сподівався досягти ваги близько 95 кг, заявивши: «Я чекав 37 років, щоб отримати цей шанс на нове життя». Попри це, він невдовзі знову почав гладшати. Його знову ушпиталили у жовтні 1981 року, коли його вага збільшилася до 432 кг, лише за 7 днів його вага збільшилась на 91 кг. Він помер через 23 місяці, 4 вересня 1983 року, у 41 рік. На момент смерті він важив 362 кг. Згідно зі свідоцтвом про смерть, безпосередньою причиною смерті стала зупинка серця, а також дихальна недостатність та рестриктивне захворювання легень як фактори, що сприяли цьому. Його поховали в дерев'яній труні з 20 мм фанери. Труна зайняла дві цвинтарні ділянки, і для транспортування його труни до місця поховання на цвинтарі Маунт-Плезант знадобилося близько 11 осіб.

## Виноски
1. ↑  Міннок – найважча людина в світі, тоді як Роберт Ерл Гʼюз (1926 – 1958) – рекордсмен, згідно з «Книгою рекордів Гіннеса», як людина з  «точно виміряною вагою» 485 кг.[4]
2. ↑  Рекорд побив Халід бін Мохсен Шаарі, який втратив 1 203 фунт (546 кілограмів; 86 стоунів) за 2014 - 2021 роки.[5]